# Jello Krahmer
Jello Krahmer (Stuttgart, 19 de noviembre de 1995) es un deportista alemán que compite en lucha grecorromana. Ganó dos medallas de bronce en el Campeonato Europeo de Lucha, en los años 2020 y 2025, ambas en la categoría de 130 kg.

## Palmarés internacional
| Campeonato Europeo | Campeonato Europeo      | Campeonato Europeo | Campeonato Europeo |
| Año                | Lugar                   | Medalla            | Categoría          |
| ------------------ | ----------------------- | ------------------ | ------------------ |
| 2020               | Roma (Italia)           | Medalla de bronce  | 130 kg             |
| 2025               | Bratislava (Eslovaquia) | Medalla de bronce  | 130 kg             |